# لياندرو رينودو

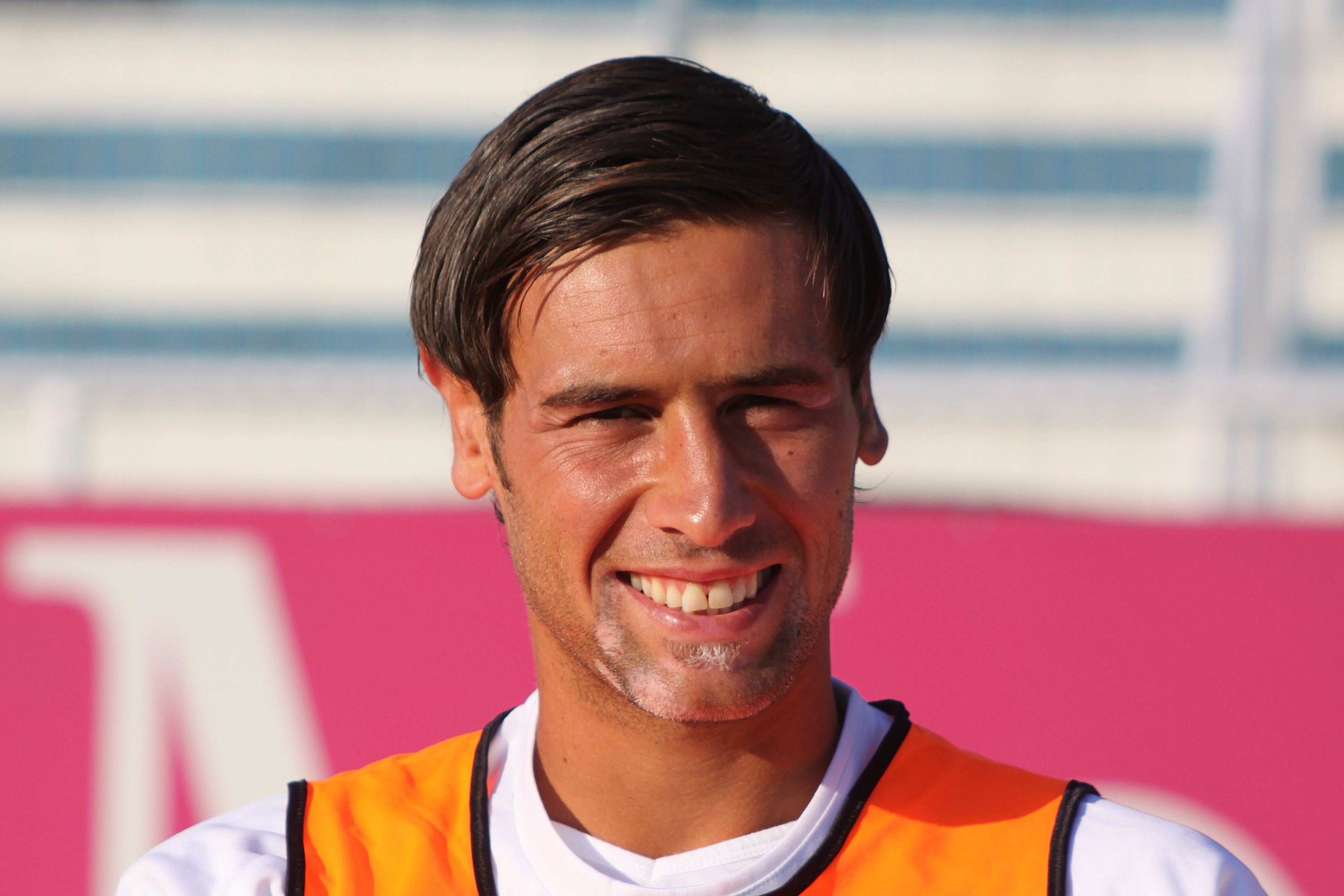

لياندرو رينودو (بالإيطالية: Leandro Rinaudo)‏ (مواليد 9 مايو 1983 في باليرمو - إيطاليا) لاعب كرة قدم إيطالي يلعب حاليا لصالح نادي الدرجة الأولى نابولي الإيطالي منذ 2011 في مركز قلب الدفاع.

## روابط خارجية
- لياندرو رينودو على موقع الاتحاد الأوربي (الإنجليزية)
- لياندرو رينودو على موقع إي إس بي إن إف سي (الإنجليزية)
- لياندرو رينودو على موقع قاعدة بيانات كرة القدم.إي يو (الإنجليزية)
- لياندرو رينودو على موقع بيانات كرة القدم. دي إي (الألمانية)
- لياندرو رينودو على موقع ليكيب (الفرنسية)
- لياندرو رينودو على موقع Soccerbase.com (لاعب) (الإنجليزية)
- لياندرو رينودو على موقع Soccerway.com (الإنجليزية)
- لياندرو رينودو على موقع عالم كرة القدم.نت (الإنجليزية)
- لياندرو رينودو على موقع كووورة
- لياندرو رينودو على موقع AS.com (الإسبانية)